# アムルビシン
アムルビシン（Amrubicin、開発コードSM-5887）は、肺癌の治療に用いられるアントラサイクリン系抗悪性腫瘍剤の一つである。アムルビシンは全合成された最初のアントラサイクリンであり、1989年に日本から報告された。商品名カルセド。

## 効能・効果
非小細胞肺癌、小細胞肺癌。
膀胱癌や胃癌への応用も検討されていた。

## 副作用
重大な副作用に挙げられているものは、
- 骨髄抑制（汎血球減少（頻度不明）、白血球減少（90%以上）、好中球減少（発熱性好中球減少症を含む）（90%以上）、貧血（80%以上）、血小板減少（40%以上）など）、
- 間質性肺炎（0.1%から5%未満）、
- 胃・十二指腸潰瘍（吐血（0.1%から5%未満）、下血、穿孔）

である。その他5%以上に
- 心電図異常（T波平低化、QT延長、心房細動、心室性期外収縮、上室性期外収縮、ST低下など）、
- ALT(GPT)上昇（20%以上）、AST(GOT)上昇（10%以上）、LDH上昇（10%以上）、ALP上昇、総ビリルビン上昇、
- 食欲不振（60%以上）、悪心・嘔吐（50%以上）、口内炎（10%以上）、下痢（10%以上）、
- 脱毛（70%以上）、発熱（20%以上）、白血球分画異常（30%以上）、血清総蛋白低下（20%以上）、血沈亢進（20%以上）、血清アルブミン低下（10%以上）、A/G比異常（10%以上）、電解質異常（Na、K、Cl、Ca）、尿潜血

が発生する。

## 作用機序
本剤およびその代謝物によるDNA切断作用、ラジカル産生により抗悪性腫瘍効果を表す。トポイソメラーゼII阻害効果を持つ。トポイソメラーゼI阻害効果を持つトポテカンと比較されている。